# Lepidagathis cristata
Lepidagathis cristata är en akantusväxtart som beskrevs av Carl Ludwig von Willdenow. Lepidagathis cristata ingår i släktet Lepidagathis och familjen akantusväxter. Inga underarter finns listade i Catalogue of Life.